# Barranc de Verinxells
El Barranc de Verinxells és un corrent fluvial del Priorat, que desemboca al barranc del Pou.